# فرودگاه اکس‌آن‌پروانس
فرودگاه اکس‌آن‌پروانس (به انگلیسی: Aix-en-Provence Aerodrome) (به زبان بومی: Aérodrome d'Aix Les Milles) یک فرودگاه همگانی با کد یاتا QXB است که یک باند فرود آسفالت دارد و طول باند آن ۱۶۰۰ متر است. این فرودگاه در شهر اکس‌آن‌پروانس کشور فرانسه قرار دارد و در ارتفاع ۱۱۲ متری از سطح دریا واقع شده‌است.